# Phản ứng chiến-hay-chạy
Phản ứng chiến-hay-chạy (cũng được gọi là phản ứng tăng nhạy cảm quá độ (hyperarousal), hoặc phản ứng căng thẳng cấp tính) là một phản ứng sinh lý xảy ra trong khi cơ thể cảm nhận về một sự kiện đe dọa, tấn công, hay nguy hiểm đến sự sống còn. Walter Bradford Cannon là người đầu tiên mô tả phản ứng này. Lý thuyết của ông nói rằng động vật phản ứng với mối đe dọa bằng cách tăng cường hoạt động của hệ thần kinh giao cảm, chuẩn bị sẵn sàng cho động vật để chiến đấu hay chạy trốn. Cụ thể hơn, tủy tuyến thượng thận đã tiết ra một loạt hormone có thể kể đến như catecholamine, đặc biệt là noradrenalin và adrenalin. Hormone estrogen, testosterone, và cortisol, cũng như dẫn truyền thần kinh dopamin và serotonin, cũng ảnh hưởng thế nào đến các sinh vật đáp ứng với căng thẳng.
Phản ứng này được công nhận là giai đoạn đầu tiên của hội chứng thích nghi chung (general adaptation syndrome) giúp điều chỉnh đáp ứng với căng thẳng ở các động vật có xương sống và các sinh vật khác.

## Sinh lý học

### Hệ thần kinh tự chủ
Hệ thần kinh tự chủ kiểm soát phần lớn các hành động vô ý thức và điều chỉnh nhịp tim, tiêu hóa, hô hấp, phản ứng đồng tử, tiểu tiện, và kích thích tình dục. Hệ thống này là cơ chế chủ yếu để kiểm soát phản ứng chiến-hay-chạy. Vai trò của hệ thần kinh tự chủ được thể hiện thông qua của hai thành phần khác nhau: hệ thần kinh giao cảm và hệ thần kinh đối giao cảm.

#### Hệ thống thần kinh giao cảm
Hệ thần kinh giao cảm xuất phát từ dọc tủy sống với chức năng chính là kích hoạt các thay đổi sinh lý xảy ra trong đáp ứng chiến-hay-chạy. Hệ thần kinh này sử dụng và kích hoạt giải phóng norepinephrine trong quá trình phản ứng.

#### Hệ thần kinh đối giao cảm
Hệ thần kinh đối giao cảm xuất phát từ đốt xương cùng tủy sống và hành não, về mặt vật lý là bao quanh gốc của hệ giao cảm, và hoạt động phối hợp với hệ thần kinh giao cảm. Chức năng chính của hệ này là kích hoạt phản ứng "nghỉ ngơi và tiêu hóa" và đưa cơ thể trở về trạng thái cân bằng nội môi hoặc phản ứng chiến-hay-chạy. Hệ thống này sử dụng và kích hoạt giải phóng chất dẫn truyền thần kinh acetylcholine.

### Phản ứng

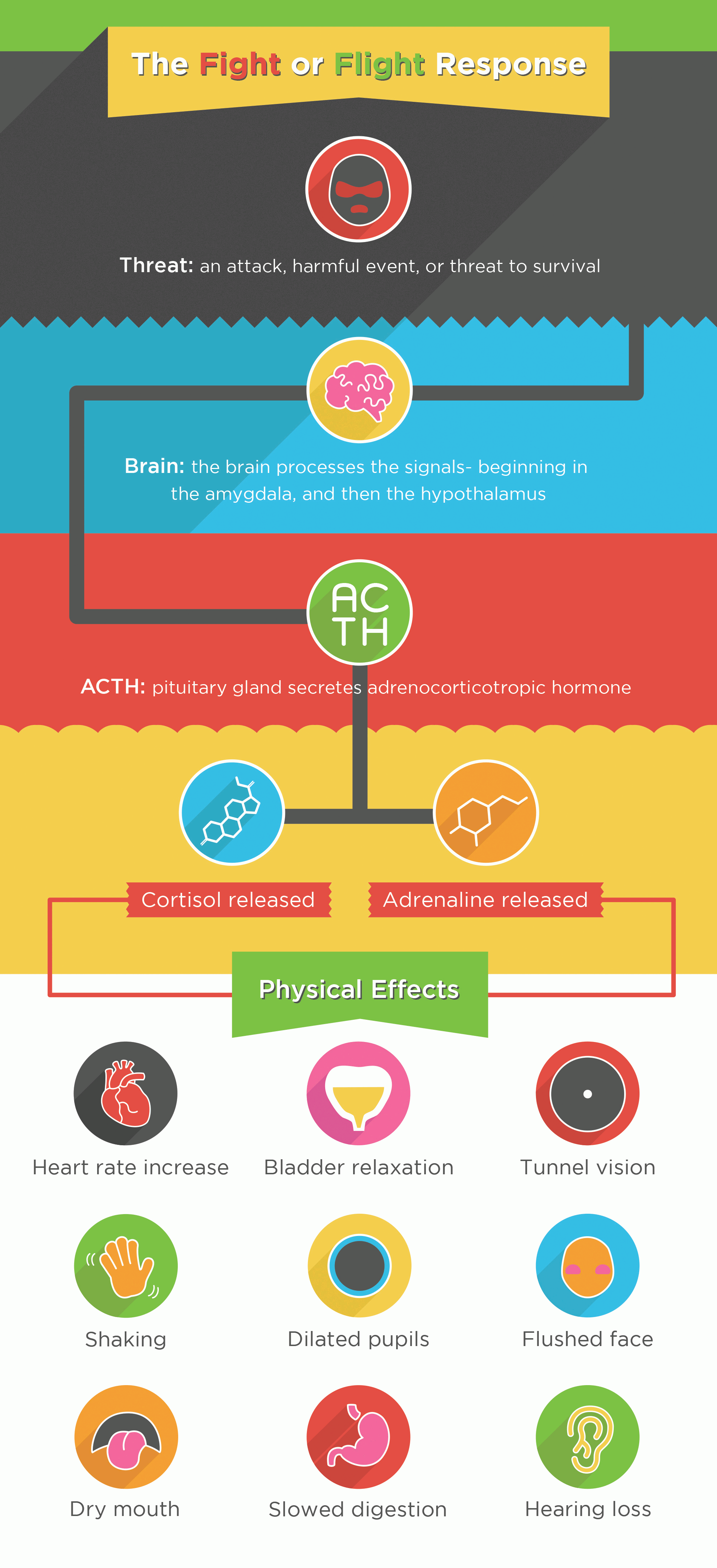
Các đáp ứng chiến-hay-chạy (tiếng Anh)

Phản ứng bắt đầu ở hạch hạnh nhân ở trên não, khiến gây ra phản ứng thần kinh ở vùng dưới đồi. Phản ứng khởi động được theo sau bởi sự kích hoạt tuyến yên và giải phóng hormone ACTH. Tuyến thượng thận cũng được kích hoạt gần như đồng thời, thông qua hệ thần kinh giao cảm, và giải phóng hormone epinephrine. Việc giải phóng các chất truyền tin hoá học này dẫn đến tăng sản xuất hormone cortisol, làm tăng huyết áp, đường huyết, và ức chế hệ miễn dịch . Các phản ứng khởi động và phản ứng theo sau được kích hoạt với cùng mục đích là đẩy mạnh, tăng cường tạo ra năng lượng. Sự gia tăng năng lượng này có được nhờ epinephrine liên kết với thụ thể tế bào gan làm tăng lượng glucose sau đó . Ngoài ra, cortisol còn có tác dụng sử dụng các axit béo để tạo nên thế năng, giúp cơ thể sẵn sàng đáp ứng. Các hormone catecholamine, chẳng hạn như adrenaline (epinephrine) hoặc noradrenaline (norepinephrine), tạo ra các phản ứng tức thời liên quan đến việc chuẩn bị cho cho các hoạt động cơ mạnh mẽ và:
- Tăng hoạt động của tim và phổi
- Làm da mặt tái nhợt hoặc đỏ bừng, hoặc xen kẽ cả hai
- Ức chế hoạt động dạ dày và đường ruột dẫn đến tiêu hóa chậm hoặc ngừng hẳn
- Tác dụng chung trên cơ vòng của cơ thể
- Co của các mạch máu ở nhiều nơi trên cơ thể
- Giải phóng các nguồn năng lượng trao đổi chất (đặc biệt là chất béo và glycogen) cho hoạt động cơ bắp
- Giãn các mạch máu đến cơ
- Ức chế tuyến lệ (chịu trách nhiệm sản xuất nước mắt) và hoạt động tiết nước bọt
- Gây giãn đồng tử
- Giãn cơ ở bàng quang
- Ức chế cương cứng
- Giảm thính giác
- Giảm thị giác (mất tầm nhìn ngoại biên)
- Giảm ức chế các phản xạ cột sống
- Run, lắc

### Chức năng của các thay đổi sinh lý
Các thay đổi sinh lý xảy ra trong đáp ứng chiến-hay-chạy được kích hoạt giúp cơ thể tăng cường sức mạnh và tốc độ để sẵn sàng chiến đấu hoặc bỏ trốn. Một số thay đổi sinh lý cụ thể cùng chức năng trong đáp ứng có thể kể đến:
- Tăng lưu lượng máu đến các cơ được kích hoạt bằng cách chuyển dòng máu từ các bộ phận khác của cơ thể.
- Tăng huyết áp, nhịp tim, đường huyết và chất béo để cung cấp năng lượng cho cơ thể.
- Tăng cường chức năng đông máu của cơ thể để ngăn ngừa sự mất máu quá mức trong trường hợp có chấn thương kéo dài trong suốt quá trình đáp ứng.
- Tăng trương lực cơ để cung cấp thêm tốc độ và sức mạnh cho cơ thể.

## Các thành phần cảm xúc

### Điều chỉnh cảm xúc
Trong bối cảnh đáp ứng chiến hay chạy, các điều chỉnh cảm xúc được chủ động thực hiện  để tránh các đe dọa do căng thẳng hoặc để kiểm soát mức độ kích thích cảm xúc.

### Đáp ứng cảm xúc
Trong quá trình phản ứng này, mức độ kích thích cảm xúc cũng sẽ xác định tính chất và cường độ của đáp ứng hành vi . Những cá thể có mức độ phản ứng của cảm xúc cao hơn có thể dễ bị rơi vào trạng thái lo lắng và hiếu chiến, điều này minh hoạ tác động ngầm của cảm xúc trong đáp ứng chiến-hay-chạy.

## Các thành phần nhận thức

### Đặc điểm bối cảnh
Các thành phần cụ thể của nhận thức trong đáp ứng chiến-hay-chạy phần lớn là tiêu cực. Trạng thái nhận thức tiêu cực này có thể được đặc trưng bởi: chú ý đến các kích thích tiêu cực, tri giác các tình huống không rõ ràng là tiêu cực, và xuất hiện các từ ngữ có tính tiêu cực. Ngoài ra cũng có những ý nghĩ tiêu cực cụ thể liên quan tới cảm xúc thường thấy trong phản ứng.

### Nhận thức về kiểm soát
Sự kiểm soát trong nhận thức liên quan đến suy nghĩa của cá thể về việc kiểm soát các tình huống và sự kiện xảy ra . Sự kiểm soát trong nhận thức nên được phân biệt rõ ràng với sự kiểm soát thực tế vì niềm tin của một cá nhân về khả năng của mình có thể không phản ánh được khả năng thực tế của họ. Do đó, đánh giá quá cao hoặc đánh giá thấp việc kiểm soát trong nhận thức có thể dẫn đến trạng thái lo lắng và hiếu chiến.

### Xử lý thông tin xã hội
Mô hình xử lý thông tin xã hội đề xuất nhiều yếu tố quyết định hành vi dựa trên bối cảnh xã hội và những suy nghĩ trước đây. Sự quy kết hay dự đoán hành động, đặc biệt khi nhận thấy hành động có vẻ mờ ám, dường như là một trong những yếu tố nhận thức quan trọng nhất liên quan đến phản ứng chiến-hay-chạy do nó ngầm ám chỉ đến sự tấn công .

## Ở một số động vật khác

### Từ góc nhìn tiến hóa

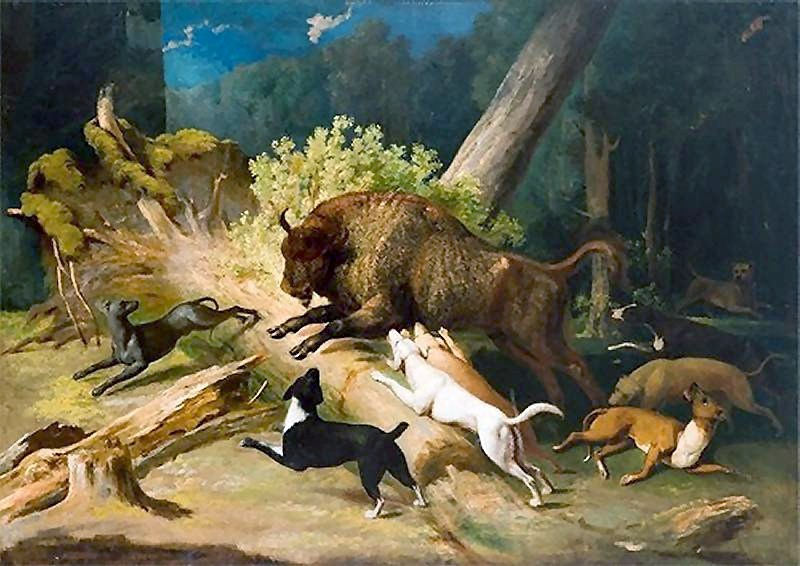
Con bò bison đang bị chó săn tấn công

Tâm lý học tiến hóa lý giải rằng những con vật thời kì đầu đã phải phản ứng nhanh với các kích thích đe dọa mà không có thời gian để chuẩn bị về tâm lý và thể chất. Phản ứng chiến-hay-chạy cung cấp cho chúng những cơ chế để nhanh chóng đáp ứng các mối đe dọa đến sự sống còn của bản thân.

### Ví dụ
Ta có thể lấy một ví dụ điển hình cho đáp ứng căng thẳng như sau: Một con ngựa vằn đang ăn cỏ; nếu nó nhìn thấy một con sư tử đang tiếp cận để rình ăn thịt, đáp ứng căng thẳng sẽ được kích hoạt như một phương tiện giúp nó để chạy thoát khỏi kẻ thù. Chạy trốn đòi hỏi cơ bắp phải hoạt động mạnh mẽ, được hỗ trợ bởi tất cả các hệ thống của cơ thể. Kích thích từ hệ thống thần kinh giao cảm khó có thể cung cấp đầy đủ nhu cầu này. Một ví dụ tương tự của đáp ứng là một con mèo sắp bị tấn công từ một con chó. Con mèo này sẽ biểu hiện nhịp tim tăng nhanh, dựng lông (thường là để thoát nhiệt), và đồng tử sẽ giãn, đây là các dấu hiệu của kích thích từ hệ giao cảm . Lưu ý rằng ngựa vằn và mèo vẫn duy trì cân bằng nội môi ở tất cả các trạng thái.

### Đa dạng trong đáp ứng
Động vật phản ứng lại các mối đe dọa bằng nhiều cách phức tạp. Chẳng hạn, chuột sẽ cố trốn thoát khi bị đe dọa, nhưng sẽ chiến đấu nếu bị dồn đến đường cùng. Một số động vật lại chọn cách đứng yên để kẻ thù không thấy chúng. Nhiều động vật bất động hoặc giả chết với hy vọng rằng kẻ thù sẽ mất hứng thú.
Một số động vật khác có cách phương pháp tự bảo vệ khác. Một số loài biến nhiệt có thể nhanh chóng thay đổi màu sắc, giúp chúng ngụy trang. Những phản ứng này được gây ra bởi hệ thống thần kinh giao cảm, nhưng, để phù hợp với mô hình chiến-hay-chạy, ý tưởng chạy phải được mở rộng để bao gồm việc trốn thoát dù theo kiểu thể chất hoặc cảm giác. Do đó, đáp ứng chạy có thể là lẩn trốn vào một vị trí nào đó hoặc chỉ biến mất tại chỗ. Và thường thì cả hai kiểu chiến và chạy đều được tích hợp trong một tình huống cụ thể.
Hành động chiến hay chạy cũng có tính phân cực - cá thể có thể chiến đấu hoặc chạy trốn trước mối đe dọa, chẳng hạn như một con sư tử đói, hay đi tới hoặc chiến đấu vì cái gì đó là cần thiết, chẳng hạn như một bờ an toàn giữa con sông dữ.
Một mối đe dọa từ một con vật khác không phải lúc nào cũng dẫn tới phản ứng chiến-hay-chạy. Có thể có một giai đoạn nâng cao nhận thức, trong đó mỗi con vật sẽ giải thích tín hiệu hành vi từ phía đối diện. Các dấu hiệu như tái sắc, dựng lông, bất động, âm thanh, và ngôn ngữ cơ thể truyền đạt tình trạng và ý định của mỗi con vật. Có thể có một kiểu suy xét nào đó, sau đó đáp ứng chiến hay chạy có thể xảy ra, nhưng cũng có thể chỉ là vờn chơi, giao phối, hoặc không có gì cả. Một ví dụ về việc này là những con mèo đang chơi: mỗi con mèo biểu hiện những dấu hiệu từ kích thích giao cảm, nhưng chúng không bị tấn công hay đe dọa gì cả.